# トリニティ・カレッジ (コネチカット州)
トリニティ・カレッジ（英語: Trinity College）は、米国コネチカット州ハートフォード市にある私立大学であり、1823年に創立された。少数精鋭制の教養教育に重きを置く、ニューイングランドの伝統的なリベラル・アーツ・カレッジ。い わゆるリトル・アイヴィーの一校で、New England Small College Athletic Conference (NESCAC) 加盟校。またヒドュンアイヴィーの１校でもある。

## 概要

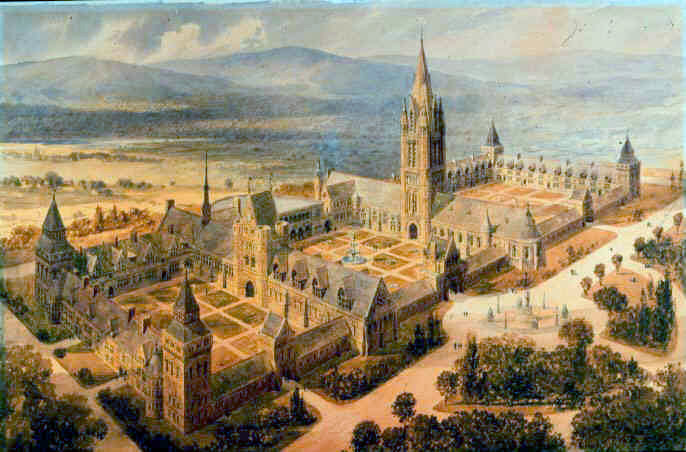
1874年当時の新キャンパス完成予想図

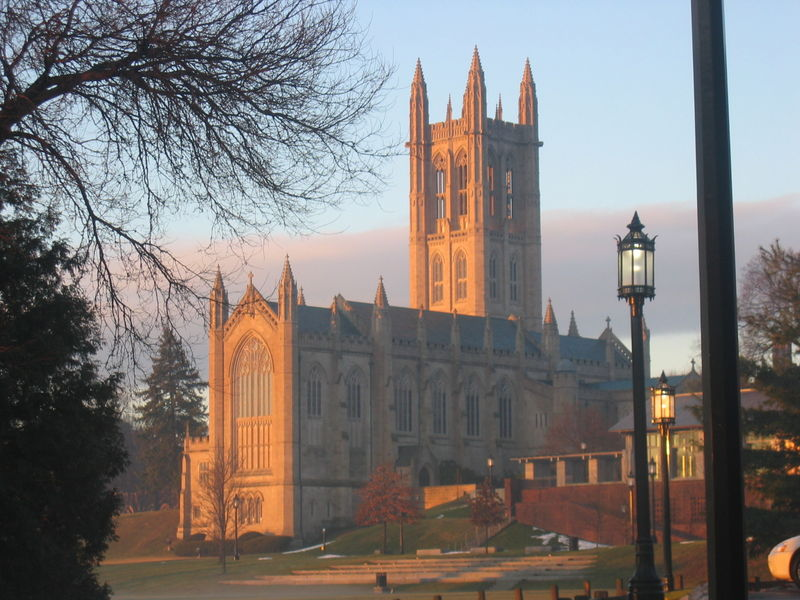
トリニティ・カレッジ・チャペル

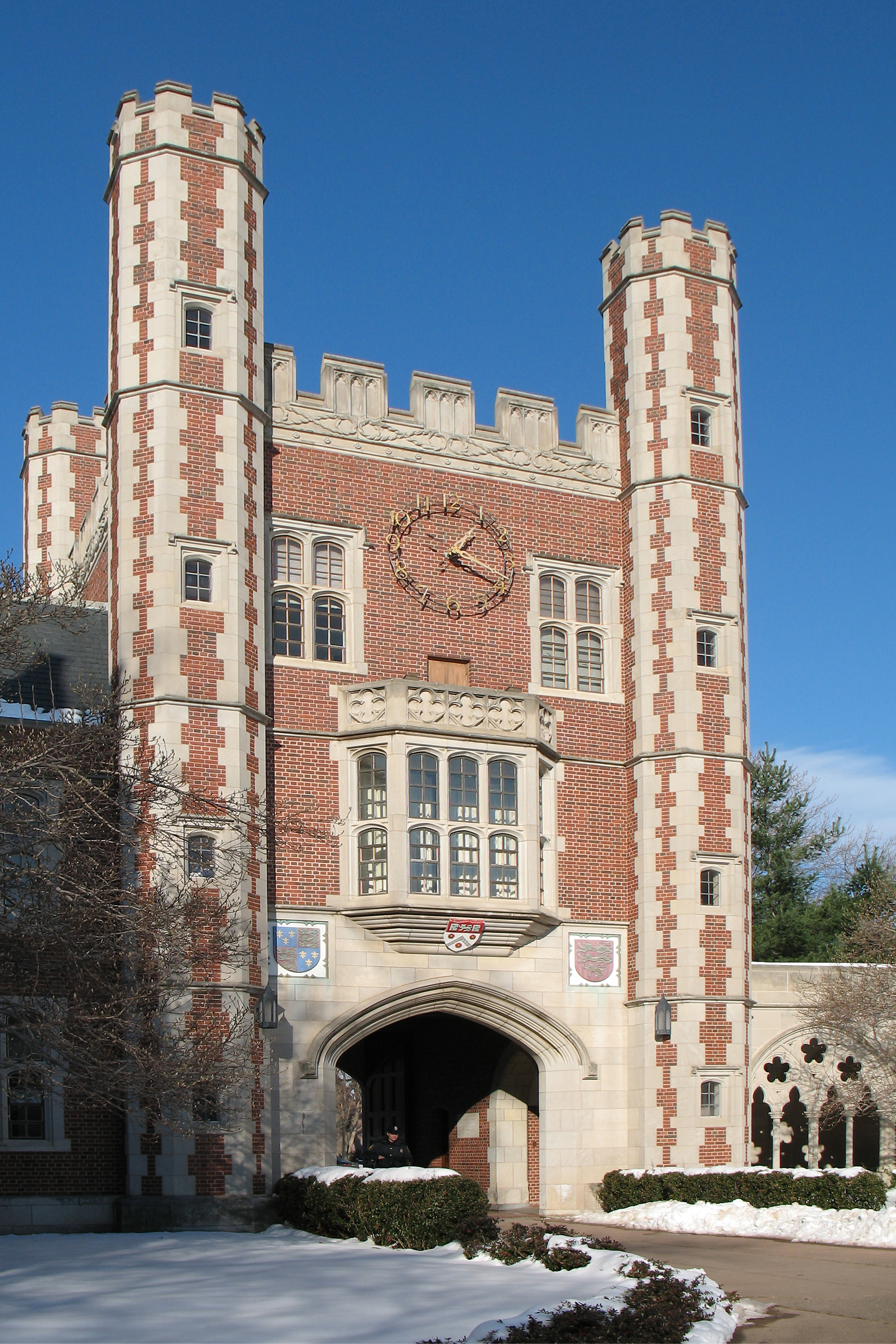
ダウンズ記念時計台

少数精鋭制の教養教育に重きを置く、ニューイングランドの伝統的なリベラル・アーツ・カレッジ。いわゆるリトル・アイヴィーの一校で、New England Small College Athletic Conference (NESCAC) 加盟校。州でイェール大学に次いで二番目に古い歴史を誇る。当初は米国聖公会系の大学であったが、創設時から教職員学生ともに個人の宗教宗派を問わず受け入れている。
総面積100エーカー（40万m2、12万坪）のキャンパスに、約2,000人の学生が学ぶ。コネチカット、マサチューセッツ、ニューヨーク、ニュージャージーなど北東部各州の学生が大半を占める（中でもテンスクールなどのボーディングスクール出身者が多い）が、全米45州、世界47ヶ国から学生を迎えている。留学生は総学生数の約10%を占める。
学生と教員の比率は10対1で、38の専攻を持つ。人気の専攻は経済学、政治学、史学、英文学、心理学などである。また工学科を持つ数少ないリベラル・アーツ・カレッジの一つでもある。
卒業後、優秀な学生はハーバード大学、イェール大学など北東部の名門大学院に進学する。またニューヨークやボストンの金融機関に就職する卒業生も多い。ベンチャー企業を起こす卒業生も少なくない。

## 沿革
- 1823年 ワシントン・カレッジとして創立。
- 1845年 トリニティ・カレッジと改称。
- 1878年 現在地のギャロウズ・ヒルにキャンパスを移転。
- 1932年 トリニティ・カレッジ・チャペル竣工。
- 1969年 ヴァッサー大学から女子学生を受け入れ、男女共学化。

## 図書館
大学図書館の総蔵書数は約90万冊。ワトキンソン図書館では15世紀まで遡る貴重書等約20万点所蔵している。また同地域のコネチカット・カレッジ、ウェズリアン大学と共同でCTW図書館コンソーシアムを運営しており、三大学で合計約300万冊の蔵書を共有している。

## 国際交流
大半の学生が在学中、欧州、中南米、アジア、豪州、アフリカの世界各地へ短期留学する。ローマにキャンパスを持つ。立教大学と提携している。

## 卒業生
- ジョナ・ベイリス - プロ野球選手、元埼玉西武ライオンズ投手
- タッカー・カールソン (Tucker Carlson) - ニュースキャスター、評論家
- トーマス・R・ディベネデト (Thomas R. DiBenedetto) - 起業家、ASローマ・オーナー、ボストン・レッドソックス・パートナー
- ユージン・H・ドーマン - 外交官、元駐日米国大使館参事官、ポツダム宣言起草者
- エドワード・マイナー・ギャローデット - 聾教育者
- トーマス・ギャローデット - 聖職者
- スティーブン・ガイレンホール (Stephen Gyllenhaal) - 映画監督
- メアリー・マコーマック - 女優
- ロイ・ナット (Roy Nutt) - 実業家、計算機科学者、FORTRAN設計者
- 岡崎真雄 - 実業家、あいおいニッセイ同和損害保険特別顧問[5]
- ウィリアム・C・リチャードソン (William C. Richardson) - 教育者、第11代ジョンズ・ホプキンス大学学長
- ヘンリー・ウィンター・サイル - 聖職者
- ジョージ・ウィル (George Will) - コラムニスト、評論家、作家

## 関係者
- エドワード・オールビー（中退、名誉博士号授与）- 劇作家
- ドワイト・D・アイゼンハワー（名誉博士号授与）- 軍人、政治家、米国陸軍元帥、第34代米国大統領
- 本田増次郎（名誉博士号授与）- 英文学者、ジャーナリスト[6]、立教女学校（現・立教女学院）校長
- ダニエル・イノウエ（名誉博士号授与）- 政治家、米国上院議員
- セオドア・ルーズベルト（名誉博士号授与）- 政治家、第26代米国大統領